# Kaprekargetal
Een Kaprekargetal is in de wiskunde een geheel getal dat de hieronder beschreven eigenschap bezit. De Kaprekargetallen zijn genoemd naar de Indiase wiskundige D.R. Kaprekar (1905–1986).
Een geheel getal heet, bij een gegeven grondtal, een Kaprekargetal als het kwadraat ervan in twee getallen kan worden gesplitst die bij optelling weer het oorspronkelijke getal geven. Bijvoorbeeld, het 3-cijferige getal 703 is, bij het gebruikelijke grondtal 10, een Kaprekargetal, omdat 7032 = 494209, en 494209 gesplitst kan worden in 494 en 209, en 494 + 209 = 703.

## Definitie
Het natuurlijke getal k heet een Kaprekargetal bij het grondtal {\displaystyle b\in \mathbb {N} ,b\geq 1}, als er getallen {\displaystyle n,m_{1},m_{2}\in \mathbb {N} } zijn, met {\displaystyle n>0,\ 0<m_{2}<b^{n}}, zo dat:
{\displaystyle k^{2}=m_{1}\cdot b^{n}+m_{2}}
{\displaystyle k=m_{1}+m_{2}}

## Kaprekargetallen t/m 533170
De eerste 39 Kaprekargetallen bij het grondtal 10 zijn:
1, 9, 45, 55, 99, 297, 703, 999, 2223, 2728, 4879, 4950, 5050, 5292, 7272, 7777, 9999, 17344, 22222, 38962, 77778, 82656, 95121, 99999, 142857, 148149, 181819, 187110, 208495, 318682, 329967, 351352, 356643, 390313, 461539, 466830, 499500, 500500, 533170
De eerste 9 hiervan controleren:
{\displaystyle 1:\quad 1^{2}=0\cdot 10^{n}+1;\quad 1=0+1}
{\displaystyle 9:\quad 9^{2}=81;\quad 8+1=9}
{\displaystyle 45:\quad 45^{2}=2025;\quad 20+25=45}
{\displaystyle 55:\quad 55^{2}=3025;\quad 30+25=55}
{\displaystyle 99:\quad 99^{2}=9801;\quad 98+1=99}
{\displaystyle 297:\quad 297^{2}=88209;\quad 88+209=297}
{\displaystyle 703:\quad 703^{2}=494209;\quad 494+209=703}
{\displaystyle 999:\quad 999^{2}=998001;\quad 998+1=999}
{\displaystyle 2223:\quad 2223^{2}=4941729;\quad 494+1729=2223}
Zoals te zien is, lijken de getallen {\displaystyle 99\ldots 9=10^{n}-1} allemaal Kaprekargetallen. Dat kan ook bewezen worden. Stel
{\displaystyle k^{2}=10^{n}m_{1}+1=(m_{1}+1)^{2}},
dan is 
{\displaystyle 10^{n}m_{1}+1=m_{1}^{2}+2m_{1}+1},
dus
{\displaystyle m_{1}=10^{n}-2}
en
{\displaystyle k=m_{1}+1=10^{n}-1}
Inderdaad is
{\displaystyle 99\ldots 9^{2}=(10^{n}-1)^{2}=10^{2n}-2\cdot 10^{n}+1=99\ldots 9800\ldots 01}
en
{\displaystyle 99\ldots 9=99\ldots 98+(00\ldots 0)1}

## 6174
- Voor 6174, de constante van Kaprekar, geldt, dat een gegeven rij getallen, gedefinieerd met enkele bijzondere bewerkingen op die getallen, steeds bij 6174 uitkomt.